# آبشار اسکریکیوفوسن
آبشار اسکریکیوفوسن (به نروژی: Skrikjofossen) آبشاری است که در کشور نروژ واقع شده‌است و بلندترین ریزشگاه آن ۴۵۵ متر ارتفاع دارد. حوضهٔ آبریز این آبشار، رود اسکریکیو فوسن است.